# Острво Банаба
Острво Банаба, раније Острво Океан (такође Океан острво), острво је у Пацифику, усамљено повишено коралско острво западно од ланца Гилберт Исланд и 298 km источно од Науруа. Део је Републике Кирибати. Она има површину од 6,0 km², а највиша тачка на острву је такође највиша тачка у Кирибатију, на висини од 81 m (266 ft). Поред Науру и Макатеа (Француска Полинезија), једно је од важних повишених богатих острва на Пацифику, богато фосфатом.

## Историја
Име Банаба на локалном гилбертеском језику исправно је написано Бванаба, али Устав од 12. јула 1979. пише Банаба, што значи „шупље земљиште”. Људи класе Те Ака, који потичу из Меланезије, а били су први становници Банаба (океански оток), стигли су пре доласка каснијих миграција из Источне Индије и Кирибатија. Први европски поход Банабе се догодио 3. јануара 1801. Капетан Јаред Гарднер у америчком броду Дијана. Затим је 1804. године капетан Џон Мерто из осуђеног транспортног и трговачког брода Океан остао на острву и назвао га по броду. Банаба је склона суши, јер је то високо острво без природних струја и без воденог сочива. Трогодишња суша која је почела 1873. године убила је преко три четвртине становништва и избрисала скоро сва дрвећа, а многи од оних који су преживели напустили су острво приликом проласка бродова.

## Географија
Шума у Банаби сада је ограничена на обално подручје и састоји се углавном од манга, пламена, гуава, тапиока и обичних кирибатских грмова као што је салаш. Пошто је миниран више од 80 година, центар острва нема земљу и није обрадив.
Банаба је имала три насељена села у попису 2010. године: Табвева, Антереен (такође назван и Табијанг) и Умва.

## Клима
Острво Банаба карактерише тропска клима кишне шуме по Кепеновој климатској класификацији. Ветрови између североистока и југоистока доносе падавине са великом годишњом и сезонском варијабилношћу. Период најнижих средњих месечних падавина почиње у мају и траје до новембра. Од децембра до априла месечни пад износи у просеку више од 120 mm.

## Политика
Дана 19. децембра 2005. године, Теитираке Корије, представник Савета за Острво Раби у Парламенту Кирибатија, рекао је да Савет Раби размишља о давању права на припајање острва Банаба Влади Фиџија.